# Mesodesma donacium
Mesodesma donacium is een tweekleppigensoort uit de familie van de Mesodesmatidae. De wetenschappelijke naam van de soort is voor het eerst geldig gepubliceerd in 1818 door Lamarck.